# Open Space (группа)
Open Spáce — белорусская поп-рок группа, основанная 12 марта 2006 года в городе Минске.

## История
Группа образовалась в 2006 году после случайного знакомства Виталия Матиевского и Севы Маслова на музыкальном онлайн-форуме, объединённых желанием создать англоязычную группу. Оба основателя имели на тот момент музыкальное образование, а Сева имел опыт игры в других группах. День первой репетиции, 12 марта, стал официальной датой рождения. В качестве гитариста был приглашён Максим Местовский, с которым был сыгран первый концерт в ДК «Строитель» города Солигорск. В сентябре к коллективу присоединился барабанщик Андрей Малашенко, который и окончил формирование состава.
Дебютным изданным релизом стал EP Wake Up, состоящий из 6 композиций. Поначалу музыканты ориентировались на пять треков, но в последний момент на мини-альбом вошла бонусная Today, ранее нигде не исполнявшиеся.
К 2018 году группа выпустила два полноформатных альбома — Deal With Silence и Pressure, а также 4 EP.
Сами музыканты коллектива называют свою музыку «англоязычным роком», отстраняясь от жанровых определений.

## Награды и номинации
- Open Space были номинированы как «Открытие года» на церемонии «Рок-коронация-2009»[1].
- Open Space получили рок-корону в номинации «Поп-рок проект года» на церемонии «Рок-коронация-2009»[3].
- В 2012 году Open Space получили награду как «лучший рок-исполнитель года» на «Национальной музыкальной премии», организованной Министерством культуры Белоруссии[4].

## Состав группы

### Текущий состав
- Виталий Матиевский (вокал, гитара);
- Сева Маслов (бас);
- Андрей Малашенко (барабаны);
- Артём Бурякин (гитара, бэк-вокал).

### Бывшие участники
- Максим Местовский (гитара).
- Роман Сороколетов (гитара).

## Дискография

### Студийные альбомы
| Год  | Название          | Лейбл        |
| ---- | ----------------- | ------------ |
| 2009 | Deal With Silence | West Records |
| 2012 | Pressure          | Вигма        |

### Мини-альбомы
- Wake Up (2007)
- Beautiful (2008)
- Let It Go (2010)
- Bookseller (2011)